# Sân bay Niijima
Sân bay Niijima (ICAO: RJAN) là một sân bay dân dụng, nằm cách 2,8 km về phía đông nam của Niijima, Tokyo, Nhật Bản.

## Lịch sử
- Năm 1970, mở cửa sân bay, hạn chế.
- Năm 1984, được phép sây thành sân bay hạng III.
- Năm 1987, bắt đầu vận hành.
- Năm 1994, bắt đầu tiếp nhận các chuyến bay.

## Các điểm đến
- Sân bay Chofu - Niijima Airport (từ tháng 3 năm 1979)